# Plectris glabripennis
Plectris glabripennis är en skalbaggsart som beskrevs av Frey 1967. Plectris glabripennis ingår i släktet Plectris och familjen Melolonthidae. Inga underarter finns listade i Catalogue of Life.